# Jiulong, Chongqing
Jiulong (kinesiska: 九龙) är ett stadsdelsdistrikt i sydvästra Kina. Det ligger i stadsdistriktet Jiulongpo i storstadsområdet Chongqing, omkring 7 kilometer sydväst om  det centrala stadsdistriktet Yuzhong. Antalet invånare är 82052. Befolkningen består av 41 304 kvinnor och 40 748 män. Barn under 15 år utgör 12,0 %, vuxna 15-64 år 80 %, och äldre över 65 år 6,0 %.